# Silene jailensis
Silene jailensis är en nejlikväxtart som beskrevs av Rubtzov. Silene jailensis ingår i släktet glimmar, och familjen nejlikväxter. Inga underarter finns listade i Catalogue of Life.

## Bildgalleri

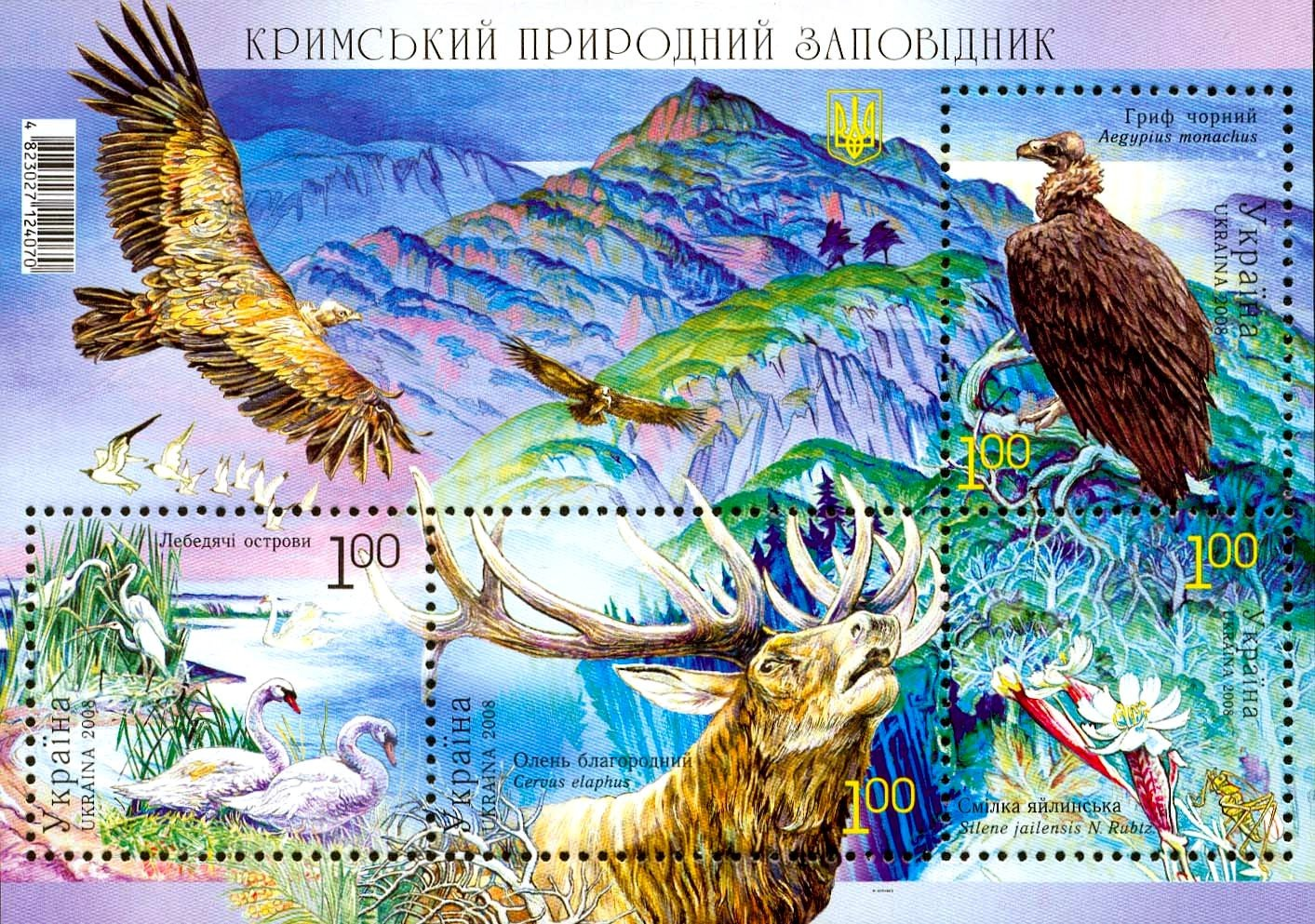
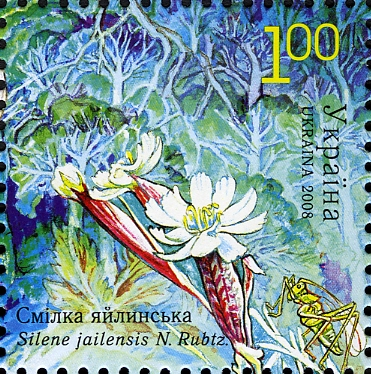